# Wurzeleinwuchs
Wurzeleinwuchs ist ein biologischer Vorgang, der an Ver- oder Entsorgungsleitungen, wie zum Beispiel an Abwasserleitungen oder Abwasserschächten stattfinden kann. Wurzeleinwuchs tritt auf, weil Wurzeln innerhalb von Leitungen und deren Rohrverbindungen Raum zur Verfügung haben, der im Verfüll- und Bettungsmaterial der Leitungen, aufgrund dessen Verdichtung nicht vorhanden ist.
Grundlage für das Auftreten von Wurzeleinwuchs ist das Vorhandensein der Wurzelhaubenzellen der Wurzelspitze und ihre Reaktion auf die am jeweiligen Wuchsort auftretenden Bodenbedingungen. Die Zellwände innerhalb der Wurzelhaube lösen sich teilweise auf, die Zellen verlieren ihren Zusammenhalt und sind gegeneinander verschiebbar. Die Wurzelspitze ist somit kein starrer Bohrer, sondern besitzt eine weiche, gelatinöse Spitze. Die Wurzelspitze wird durch den Wurzeldruck von den Initialen aus in das Substrat geschoben.
Durch das Gleiten der Wurzelspitze auf den Wurzelhaubenzellen wirkt die Wurzelspitze wie ein hydrostatischer Bohrer, der in die Poren zwischen Bodenpartikeln getrieben wird. Die Wurzelhaube bildet und erweitert dabei einen Kanal, in den die Wurzel hinein gezwungen wird. Der Weg der Wurzeln zur Leitung wird dadurch bestimmt, dass die elastische Wurzelhaube bei Wachstum der Wurzeln durch den Boden in ihrer Form verändert wird. Die Wurzelhaube und damit auch die Wurzel wird in die Richtung abgelenkt, aus welcher der Wurzel der geringste Druck von den Bodenpartikeln entgegengebracht wird. Die Wurzel verschafft sich dort Raum, wo der umgebende Boden am nachgiebigsten ist. Fälschlicherweise wurde in früherer Fachliteratur (bis ca. 1999) die Suche der Wurzel nach Feuchtigkeit oder Nährstoffen als alleinige Ursache für Wurzeleinwuchs angenommen.

## Wurzeleinwuchs im städtischen Verdichtungsraum
Die Flächenversiegelung in der städtischen Umgebung kann zur Folge haben, dass der Eintrag von Sauerstoff in den Boden vermindert ist. Wurzeln sind, wie alle Pflanzenteile auf eine funktionierende Veratmung (Oxidation) kohlenhydratreicher Verbindungen zur Energieerzeugung angewiesen. Der benötigte Sauerstoff befindet sich in einem natürlichen Bodengefüge in der Bodenluft und kann dort von den Wurzeln aufgenommen werden. Durch Verdichtung eines Bodens verringert sich dessen Porenraum und die Menge des darin enthaltenen Sauerstoffs. Das Einwachsen von Wurzeln in Leitungen wird durch porenarme Verfüllmaterialien, wie zum Beispiel fließfähige Verfüllmaterialien, die im Falle eines Produktes als Flüssigböden bezeichnet werden, verhindert.

## Technischer Hintergrund
Die gängigste, technische Lösung zur Verbindung von Abwasserrohren stellen Steckverbindungen dar. Bei diesem System werden die Spitzenden der betreffenden Rohre mit der Muffe des darauffolgenden Rohres oder mit separaten Überschiebmuffen verbunden. Sie bieten gegenüber anderen Systemen den Vorteil, dass sie auch unter schwierigen Baustellenbedingungen vergleichsweise einfach herzustellen sind. Von Wurzeleinwuchs betroffene Leitungen wurden in der Regel durch Ausheben eines Grabens, anschließende Verfüllung und Verdichtung des eingebrachten Verfüllmaterials unterirdisch verlegt [DIN EN 1610].
Aufgrund der für das Zusammenstecken notwendigen Geometrie verbleibt bei allen Steckverbindungen ein Ringspalt, der die Eintrittsöffnung für Wurzeln in den dahinter befindlichen Ringraum bildet.
Bei geklebten oder geschweißten Rohrverbindungen, wie sie zum Beispiel bei Versorgungsleitungen typisch sind, tritt Wurzeleinwuchs lediglich selten auf, weil die in diesem Fall auftretenden Ringspalten infolge des Klebe- oder Schweißarbeiten nicht zugänglich sind. Generell kann Wurzeleinwuchs allerdings auch bei geklebten und geschweißten Rohrverbindungen auftreten.

## Prüfung der Wurzelfestigkeit nach DIN 4060/DIN EN 681
Vom technischen Standpunkt her betrachtet, sind alle heute in Deutschland verkauften Rohrverbindungen beständig gegen Wurzeleinwuchs.
Die Wurzelfestigkeit von Rohrverbindungen gilt in Deutschland nach DIN 4060 als nachgewiesen, wenn die Rohrverbindung unter Scherlast eine Dichtheitsprüfung bei Über- bzw. Unterdruck besteht. Die mechanischen Eigenschaften der Dichtung werden nach DIN EN 681 geprüft. Die Geometrie der Dichtung und der daraus resultierende Einfluss auf den in der Rohrverbindung erzeugten Anpressdruck bleiben dabei allerdings unberücksichtigt. Biologische Aspekte werden bei der Beurteilung der Wurzelfestigkeit nicht berücksichtigt, so dass auch zum Nachweis der Wurzelfestigkeit von Rohrverbindungen nur stark idealisierte mechanische Verfahren eingesetzt werden.
Die in DIN 4060 beschriebenen Prüfkriterien sind als Mindestanforderungen anzusehen. In Abhängigkeit von den Rohrwerkstoffen sowie deren Rohrverbindung oder Lastklasse existieren in weitergehenden Rohrnormen dieselben bzw. höhere Anforderungen als in DIN 4060.

## Folgen von Wurzeleinwuchs in Abwasserleitungen
Wurzeln wachsen in den Ringraum und letztendlich in den Leitungsquerschnitt der betreffenden Leitungen. Als Folge von Wurzeleinwuchs in Abwasserleitungen können Wurzelpolster (Abflusshindernisse), Undichtigkeiten, Brüche und Beschädigungen der Leitung auftreten. Der fehlerfreie Betrieb der betreffenden Abwasseranlage ist in vielen Fällen nicht mehr möglich, da das Wachstum der Wurzeln anhält, solange das Wachstum des betreffenden Baumes anhält.

## Mechanische Beseitigung von Wurzeleinwuchs
In begehbaren Kanälen kann eine Wurzelentfernung manuell durchgeführt werden. Die eingewachsenen Wurzeln werden unter Einsatz von Hilfsmitteln (Meißel, Messer oder Spaten) entfernt. In nicht-begehbaren Kanälen kommen mechanische Verfahren zum Einsatz.
Wurzeln ragen in der Regel von den Rohrverbindungen her in den Querschnitt der jeweiligen Leitung. Sie haben vielfach im Bereich des Scheitels die Rohrverbindung durchwachsen und bleiben dort fixiert. Die Wurzeln hängen in Form eines Vorhangs in der Leitung herab. Sie sind mit Hilfe rotierender Werkzeuge, wie zum Beispiel Kettenschleudern oder Fräsen zu entfernen.
Die mechanische Beseitigung von Wurzeleinwuchs eignet sich zur Beseitigung akuter Problemlagen (Verstopfungen von Abwasserleitungen). Durch Abtrennen von Wurzeln während der mechanischen Wurzelbeseitigung wird das erneute Wachstum angeregt. Eine dauerhafte Problemlösung biete nur die Beseitigung des Wurzeleinwuchs in Verbindung mit einer fachgerechten Sanierung der betreffenden Leitung.

## Chemische Beseitigung von Wurzeleinwuchs
Die Beseitigung von Wurzeleinwuchs in Abwasserleitungen ist mit Hilfe von Herbiziden möglich, aber in Deutschland nicht zugelassen.

## Vermeidung von Wurzeleinwuchs
Die Zusammenhänge zwischen Wurzelwachstum und den Gegebenheiten an unterirdischen Leitungen wurden erstmals im Rahmen eines Forschungsberichtes beschrieben. Wurzeln wachsen nicht nur in nach dem Stand der Technik undichte Rohrverbindungen ein, sondern sie überwinden auch „dichte“ Rohrverbindungen und die Hypothese „Wenn eine Rohrverbindung dicht ist, dann ist sie auch wurzelfest“ trifft nicht zu.
Porenarme Bodenbereiche, wie sie zum Beispiel durch den Einbau von fließfähigen Verfüllmaterialien entstehen, sind nicht durchwurzelbar. Durch gezielten Einbau porenarmer Verfüllmaterialien lässt sich Wurzeleinwuchs an Leitungen oder Schächten vermeiden.
Wurzeln wachsen in aller Regel bevorzugt in Bereiche ein, die leicht durchwurzelbar sind. Diese Bereiche erfüllen die Ansprüche der Wurzeln bezüglich Wasserverfügbarkeit (Bodenwasser), Sauerstoffversorgung (Bodenluft) sowie geringem, mechanischem Widerstand (Bodenstruktur). Das Wurzelwachstum ist optimal, wenn diese Ansprüche erfüllt sind. Wurzeln, die am Standort des Baumes ideale Bedingungen vorfinden, wachsen nicht in Leitungstrassen ein und führen somit nicht zu Wurzeleinwuchs.